# 孟克特河
孟克特河也作孟克德萨依河，位于中华人民共和国新疆维吾尔自治区伊犁哈萨克自治州尼勒克县东部的一条河流，喀什河右岸支流。“孟克特”（ᠮᠥᠩᠬᠡ᠎ᠳᠦ/мөнхөд）为蒙古语意为“永恒”，指源头“永不融化的雪峰”，“萨依”（сай/ساي）为哈萨克语“深谷、山沟”之意。发源于依连哈比尔尕山的门克廷达坂（孟克特达坂）南坡，自源头先由东向西流8千米后折向西南流，约15千米后转向西流，又流经3.8千米后右纳特洼萨依河后转向南流，经800米后注入喀什河。河流全长27.6千米，流域面积482平方千米。流域内草场绵延纵横，是尼勒克县最好的高原夏牧场。孟克特峡谷是一条古老的通道，由此翻越孟克特达坂往北可通乌苏市。西汉时期，乌孙西迁就是由此道进入伊犁河谷。